# Андреенки (Калужская область)
Андреенки — деревня в Юхновском районе Калужской области России. Входит в состав сельского поселения «Село Климов Завод».

## География
Расположена на правобережье реки Угра в 18 км от Юхнова, на границе территории национального парка «Угра». Через деревню протекает приток реки Ларина, впадающий в неё на северо-западе от деревни. На юго-запад от деревни проходит автомобильная трасса Р132.

## Население
| 2002 | 2010 |
| ---- | ---- |
| 27   | ↘21  |